# Aulacoderus uniflavus
Aulacoderus uniflavus es una especie de coleóptero de la familia Anthicidae.

## Distribución geográfica
Habita en Ruanda.